# 巴尔特曼斯韦勒
巴尔特曼斯韦勒是德国巴登-符腾堡州的一个市镇。总面积18.54平方公里，总人口5573人，其中男性2728人，女性2845人（2011年12月31日），人口密度301人/平方公里。